# Brado
Een brado is een (koud) gerookte haringfilet. Van oorsprong is het de merknaam van koud gerookte haringfilet die door de Katwijkse firma Ouwehand werd verkocht. 
Waar de naam vandaan komt is niet duidelijk. Mogelijk is het een samentrekking van brander (een in Katwijk gebruikte naam voor gerookte haring) en Ouwehand. Een brander werd echter niet koud, maar warm gerookt of gestoomd. In IJmuiden noemt men in de rokerijen de koud gerookte haring ook brado's. 
Een stuk filet van een gerookte haring (bokking) is niet hetzelfde als een brado. Een brado is een gerookte haringfilet, terwijl bokking een in zijn geheel gerookte haring is. Een stuk bokkingfilet smaakt daardoor anders dan een brado. 